# شاهبوز
ساهبوز(بالإنجليزية: Şahbuz)‏ (تشاي - شخبوز وشاهبوز وشاخبوز) هي مدينة في عاصمة مقاطعة شاهبوز، في جمهورية نخجوان الذاتية في أذربيجان. يبلغ عدد سكانها 3,127.

## وصلات خارجية
- شاهبوز في GEOnet